# 韓一良
韓一良（1580年—1639年），字象儒，号有怀，陝西澄城（今陕西省澄城县寺前镇西观村）人。明朝政治人物。萬曆庚辰（1580年）二月十三日生。

## 生平
韩逄之子，家教甚嚴。二十四歲中萬曆三十一年（1603年）癸卯科陕西鄉試第四十九名舉人，四十四年（1616年）丙辰科會試二百九十名，未殿试，四十七年（1619年）己未科三甲二百五十四名進士，吏部觀政，授陈留（今在河南省开封市陈留镇）知县，任內兴办学堂，推行教化。天啓四年（1624年）本省同考，崇祯元年（1628年）考选，擢官戶科給事中。崇禎元年（年）十一月，韓一良上《勸廉懲貪疏》說官場貪污之風甚盛。大學士劉鴻訓卻認爲疏中“有交際”、“有納賄”兩事不實。崇禎帝說：“朕閱一良所奏，大破情面，忠鯁可嘉，當破格擢用，可加右僉都御史。”接著命令韓一良在五日內把“納賄”事解釋清楚。五日後，韓一良參劾周應秋、閻鳴泰、張翼初等“受贈金五百”。崇禎問五百金爲何人所贈，韓不肯回答。被革職為民，回澄城，在西观村“凿土窑居之”，自号“遁窟”。崇祯十二年卒，年六十。

## 家族
曾祖韓志缘。祖父韓春陽。父韓逢，壽官。
六子：長子韓繼武，廪生，乙亥城破（1635年），骂贼遇害，祀忠烈祠；次绳武、延武、续武、绵武、综武，俱诸生。

## 延伸阅读
- 《明史》卷258《韩一良传》
- 陳宏緒《寒夜錄》
- 樊樹志《晚明史》